# Chondradenia
Chondradenia là một chi thực vật có hoa trong họ, Orchidaceae.